# Zbyněk Stanjura
Zbyněk Stanjura, né le 15 février 1964 à Opava, est un homme politique tchèque, membre du parti démocratique civique (ODS).